# Stainland
Stainland är en by i civil parish Stainland and District, i distriktet Calderdale, i grevskapet West Yorkshire, i England. Byn är belägen 6 km från Halifax. Stainland var ett distrikt från 1894 till 1937 då den blev en del av Elland och Huddersfield. Denna distrikt hade 4 246 invånare år 1931. Byn nämndes i Domedagsboken (Domesday Book) år 1086, och kallades då Stanland.